# Johann Kuhnau
Johann Kuhnau est un musicien et compositeur saxon, né à Geising (Saxe) le 6 avril 1660 et mort à Leipzig (Saxe) le 5 juin 1722.

## Biographie
Il étudie la musique à Dresde, alors centre musical important, et devient membre du chœur de la Kreuzschule en 1671. Il retourne à Geising en 1680 pour fuir une épidémie puis fréquente le Johanneum (de) de Zittau à l'invitation de son cantor. La mort de ce dernier ainsi que de l'organiste lui permet d'occuper ces deux postes.
Il fait des études de droit à l'université de Leipzig à partir de 1682. Il devient organiste de l'église Saint-Thomas en 1684 et embrasse la carrière d'avocat après l'obtention de ses diplômes de droit en 1688. Il devient aussi Thomaskantor de saint Thomas en 1701. Les années suivantes sont assombries par la baisse de niveau des élèves, la concurrence de l'Opéra de Leipzig et l'ambition de plusieurs autres musiciens, au premier rang desquels Georg Philipp Telemann. Après sa mort, son poste est attribué à Jean-Sébastien Bach.

## Œuvres
Son œuvre musicale est un peu oubliée, pourtant ce musicien eut une vraie influence sur la musique allemande de son temps. Elle comprend :

### Musique vocale
De la musique religieuse, dont un Magnificat, et une cinquantaine de cantates, notamment :
- Ach Herr, wie sind meiner Feinde so viel
- Bone Jesu, chare Jesu
- Christ lag in Todesbanden
- Daran erkennen wir, dass wir in ihm verbleiben
- Das Alte ist vergangen
- Ende gut und alles gut
- Erschrick mein Hertz vor dir
- Gott der Vater, Jesus Christus, der Heil'ge Geist wohn uns bey
- Gott sei mir gnädig
- Ich freue mich im Herrn
- Ihr Himmel jubilirt von oben
- In te Domine speravi
- Laudate pueri
- Lobe den Herrn meine Seele (2 versions : à 2 et à 5 voix)
- Lobet, ihr Himmel, den Herrn
- Mein Alter kommt, ich kann nicht sterben
- Muss nicht der Mensch auf dieser Erden
- Nicht nur allein am frohen Morgen
- O heilige Zeit, wo Himmel, Erd und Luft
- Schmücket das Fest mit Meyen
- Singet dem Herrn ein neues Lied
- Spirate clementes
- Und ob die Feinde Tag und Nacht
- Vom Himmel hoch, da komm ich her
- Weicht ihr Sorgen aus dem Hertzen
- Welt adieu, ich bin dein müde
- Wenn ihr fröhlich seid an euren Festen
- Wie schön leuchtet der Morgenstern

La cantate Uns ist ein Kind geboren, BWV 142, anciennement attribuée à Jean-Sébastien Bach, est aujourd'hui considérée comme une œuvre composée dans sa plus grande partie par Kuhnau.
On lui attribue également un motet sacré pour cinq voix, Tristis est anima mea, dont Jean-Sébastien Bach a adapté la musique à un texte allemand, Der Gerechte kömmt um, et auquel il a ajouté un accompagnement instrumental.

### Musique pour le clavier (orgue ou clavecin)
- Neue Clavier-Übung, partie I : Sept suites en majeur (1689)
- Neue Clavier-Übung, partie II : Sept suites en mineur, Sonate en si bémol majeur (1692)
- Frische Clavier-Früchte : Sept sonates (1696)
- Musicalische Vorstellung einiger Biblischen Historien : Six Sonates bibliques (1700)
- Prélude en sol majeur pour orgue
- Praeludium alla breve pour orgue
- Fugue en sol majeurpour orgue
- Toccata en la majeur pour orgue

Kuhnau est le premier à écrire des sonates pour le clavier. Les sonates bibliques sont une des premières musiques à programme. Bach adoptera, pour une de ses propres sommes de compositions, le titre de son œuvre : Clavier-Übung. Par ailleurs, Haendel lui empruntera au moins un de ses thèmes pour un concerto grosso. Johann Mattheson le considérait comme un des musiciens majeurs de son époque. Il pourrait bien avoir connu Heinrich Schütz dans sa jeunesse et serait alors le seul à réaliser un lien personnel entre celui-ci et Jean-Sébastien Bach.
Kuhnau est aussi, toutes proportions gardées, un homo universalis. Outre ses compétences musicales, il était expert en droit, connaissait plusieurs langues anciennes (latin, grec, hébreu) et modernes, s'intéressait à la philosophie et aux mathématiques en érudit passionné. Selon Gilles Cantagrel, c'était un « humaniste de grande stature, homme de la parole, du mot, avant même d'être musicien ». Il fit aussi œuvre d'écrivain et rédigea une nouvelle satirique qui s'amuse de la mode italienne, Der musicalische Quack-Salber (« Le charlatan musical », 1700).